# Pardosa utahensis
Pardosa utahensis este o specie de păianjeni din genul Pardosa, familia Lycosidae, descrisă de Chamberlin, 1919. Conform Catalogue of Life specia Pardosa utahensis nu are subspecii cunoscute.